# Великий Правутин
Вели́кий Правутин — село в Україні, у Берездівській сільській громаді Шепетівського району Хмельницької області.
Населення становить 505 осіб.

## Географія
У селі бере початок річка Безіменна, права притока Корчика.

## Історія

### Заснування
Землі на яких зараз розташований Великий Правутин населяли східнослов'янські племена древлян. У 10 столітті вони входили до складу Київської Русі. Після її розпаду переходили то до Волинського, то до Київського князівств. Згодом були приєднані до Галицько-Волинського князівства. У 1264 році територія підпадає під владу Литви, а 1569 року Польщі. Тоді ці землі стають власністю Острозьких. Саме на кінець 16 століття і припадає заснування села. У 1618 році великих руйнувань від нападу татар зазнає сусідній Берездів. Саме тоді за легендою у лісі неподалік Малого Правутина відбувається битва, у пам'ять ліс отримав назву Січ, а річка Січанка. На місці битви залишився курган, де поховані загиблі у бою.
7 (20) листопада 1917 року, відповідно до Третього Універсалу Української Центральної Ради, увійшло до складу Української Народної Республіки.

### Походження назви
Існує дві легенди щодо походження назви села. Перша розповідає, що Острозькі в свій час поставили своїх управителів, які б доглядали ліс та обробляли землі. У Малому Правутині сидів малий, тобто менший за чином правитель, Великому Правутині великий, тобто старший правитель.
Інша легенда пов'язує назву Правутин зі словом тин. Ґрунтується на тому, що поселення ймовірно було засноване селянами-втікачами, які обгороджували свої двори тинами для захисту.
12 червня 2020 року, відповідно до розпорядження Кабінету Міністрів України № 727-р «Про визначення адміністративних центрів та затвердження територій територіальних громад Хмельницької області», увійшло до складу Берездівської сільської громади.
19 липня 2020 року, в результаті адміністративно-територіальної реформи та ліквідації Славутського району, село увійшло до складу Шепетівського району.

## Населення
Згідно з переписом УРСР 1989 року чисельність наявного населення села становила 519 осіб, з яких 228 чоловіків та 291 жінка.
За переписом населення України 2001 року в селі мешкало 505 осіб.

### Мова
Розподіл населення за рідною мовою за даними перепису 2001 року:
| Мова       | Відсоток |
| ---------- | -------- |
| українська | 100 %    |
| російська  | 0 %      |

## Символіка
Затверджена 20 жовтня 2015 року рішенням № 2 LII сесії сільської ради VI скликання.

### Герб
Щит розтятий золотим і зеленим. В центрі першого поля червоне колесо від воза. На другому сім золотих восьмипроменевих зірок — одна, дві, одна, дві, одна. Щит вписаний в золотий декоративний картуш і увінчаний золотою сільською короною. Унизу картуша напис «ВЕЛИКИЙ ПРАВУТИН» і дата «1560».
Геральдична золота права сторона — символ назви («правий тин», який був вздовж дороги, по якій їздили чумаки). Червоне колесо — символ возу, яким їздили по сіль, зірки — символ Чумацького шляху. Корона означає статус населеного пункту. 1560 — рік першої писемної згадки про село.

### Прапор
Квадратне полотнище поділене вертикально на дві рівновеликі смуги. На жовтій древковій в центрі червоне колесо від воза. На вільній зеленій сім жовтих восьмипроменевих зірок — одна, дві, одна, дві, одна.

## Транспорт
Щодня тричі на день курсують рейсові автобуси до Славути та Нетішина

## Вулиці
Офіційні назви (народні назви)
- Шкільна (Поваривська)
- Вишнева (Довга)
- Лісова (Кручана)
- Жовтнева (Хвощівська)
- Новоселиця